# Kenneth Perez
Pour les articles homonymes, voir Perez.
Kenneth Perez est un ancien footballeur danois né le 29 août 1974 à Copenhague. Il évolue au poste d'attaquant. Il mesure 1,82 m pour un poids de 74 kg.

## Biographie
Perez commença sa carrière au club danois de l'Akademisk Boldklub de Copenhague, où il atteignit dès 1995 la finale de la Coupe du Danemark. Cette finale, perdue contre le FC Copenhague, laissa des idées à ce dernier club et au joueur : ils signèrent un contrat ensemble l'automne de cette même année. En deux ans au club majeur de la capitale danoise, Perez ne remporta que la Coupe du Danemark 1997.
En août 1997, il décida de partir à l'étranger, et de signer pour le compte du club néerlandais du MVV Maastricht. Perez marqua beaucoup de buts avec sa nouvelle équipe et ses qualités de dribble furent unanimement reconnues au sein du Championnat des Pays-Bas. À l'approche de l'expiration de son contrat, il quitta le club à l'hiver 1999. Roda JC et AZ Alkmaar se mirent sur les rangs, et il signa finalement un contrat avec ce dernier, à partir de janvier 2000.
Il fit ses débuts en Équipe du Danemark sous la houlette du sélectionneur Morten Olsen en novembre 2003. Il remplaça Dennis Rommedahl lors de la victoire des siens contre l'Angleterre, sur le score de 3-2. Il participa à l'aventure de l'Euro 2004 au Portugal, où il prit seulement part à une seule rencontre, entrant en cours de match.
Jouant souvent sur le côté gauche, Perez était le joueur le plus technique de la prolifique d'attaque d'AZ durant la saison 2004-2005. Il finit meilleur buteur du club cette saison-là, avec 13 buts et la 9e place au classement des buteurs du Championnat des Pays-Bas. Le club finit alors troisième, puis deuxième la saison suivante.
Après six ans et demi à AZ Alkmaar, Perez décida de partir chez le rival de l'Ajax Amsterdam, en juillet 2006. Il préfère alors mettre fin à sa carrière internationale pour se concentrer sur ses matches en club. Depuis ses débuts en 2003, Perez n'a alors joué « que » 19 matches en équipe nationale et n'a jamais pris part à une seule rencontre internationale en entier.
Dès son arrivée à Amsterdam, il remporta la Supercoupe des Pays-Bas, aux dépens du PSV Eindhoven (3-1). En décembre 2006, il admet avoir proféré des injures racistes contre un arbitre assistant. Il s'excusa publiquement auprès de ce dernier et écopa d'une suspension de cinq matches et d'une amende de 12 500 euros.
Malgré son attachement au club, Perez souhaite quitter l'Ajax, ne s'entendant pas avec l'entraîneur Henk ten Cate. En juillet 2007, Perez signe un contrat de deux ans avec le PSV Eindhoven.
Le 31 décembre 2007, Perez annonce que, après seulement cinq mois à Eindhoven, il va effectuer son retour à l'Ajax. Il signe un contrat d'un an et demi assorti d'une option pour une saison supplémentaire. Ce transfert fait beaucoup de bruit aux Pays-Bas et fut largement critiqué par les supporteurs des deux clubs. Ceux du PSV reprochent à leurs dirigeants d'avoir laissé partir un des membres essentiels de leur équipe chez le rival honni, qui ainsi se renforce.
Bien que Perez jouisse d'une réputation de joueur individualiste doté d'un caractère difficile, les fans de l'Ajax voient quant à eux le si rapide retour de Perez au club comme le symbole de la mauvaise gestion de l'intense pression mise sur les dirigeants, pour que l'Ajax retrouve les sommets du football national et européen. Le 1er janvier 2008, le directeur technique du PSV, Jan Reker, avance l'explication suivante à ce transfert : l'Ajax ayant échoué à recruter Ismaïl Aissati, Perez a proposé son retour à Amsterdam. D'après Reker, Perez avança deux motifs essentiels. Faire quotidiennement des trajets entre la Hollande-Septentrionale, où il réside alors toujours, et Eindhoven lui était rapidement devenu insupportable. Et les faibles espoirs mis en lui par l'entraîneur transitoire, Jan Wouters, après le départ de Ronald Koeman, lui retiraient sa motivation.
Ceci a ensuite été nié par Perez et Martin van Geel, le directeur technique de l'Ajax. Perez indiqua pour sa part que c'était le PSV qui avait initié le transfert, seulement quatre mois après son arrivée. L'Ajax, de son côté, cherchait un successeur à sa vedette Wesley Sneijder, parti au Real Madrid. Ten Cate n'étant plus sur le banc de l'Ajax, toutes les conditions étaient réunies pour que Perez fît son retour.
En juillet 2008, l'arrivée de Marco van Basten, en tant qu'entraîneur du club, ne fut pas du tout favorable à Perez. L'ex-sélectionneur des Pays-Bas décida de bouter Perez en dehors de son effectif professionnel, pour travailler avec un nombre plus restreint de joueurs. Perez s'entraîne alors avec la réserve. À la fin du mois d'août 2008, le club et le joueur trouvent une solution à l'amiable et, à 34 ans, Perez signe un contrat de deux ans avec le FC Twente, entraîné par Steve McClaren. Il confie déjà vouloir, au terme de sa carrière professionnelle, se lancer dans le commentaire sportif.

## Carrière
| Saison    | Club           | Pays     | Compétition | Matches | Buts |
| --------- | -------------- | -------- | ----------- | ------- | ---- |
| 1995-1996 | FC Copenhague  | Danemark | Superliga   | 7       | 0    |
| 1996-1997 | FC Copenhague  | Danemark | Superliga   | 22      | 3    |
| 1997-1998 | MVV Maastricht | Pays-Bas | Eredivisie  | 12      | 2    |
| 1998-1999 | MVV Maastricht | Pays-Bas | Eredivisie  | 22      | 8    |
| 1999-2000 | MVV Maastricht | Pays-Bas | Eredivisie  | 13      | 6    |
|           | AZ Alkmaar     | Pays-Bas | Eredivisie  | 7       | 1    |
| 2000-2001 | AZ Alkmaar     | Pays-Bas | Eredivisie  | 7       | 0    |
| 2001-2002 | AZ Alkmaar     | Pays-Bas | Eredivisie  | 28      | 6    |
| 2002-2003 | AZ Alkmaar     | Pays-Bas | Eredivisie  | 29      | 11   |
| 2003-2004 | AZ Alkmaar     | Pays-Bas | Eredivisie  | 32      | 10   |
| 2004-2005 | AZ Alkmaar     | Pays-Bas | Eredivisie  | 30      | 13   |
| 2005-2006 | AZ Alkmaar     | Pays-Bas | Eredivisie  | 31      | 10   |
| 2006-2007 | Ajax Amsterdam | Pays-Bas | Eredivisie  | 27      | 12   |
| 2007-2008 | Ajax Amsterdam | Pays-Bas | Eredivisie  | 14      | 8    |
|           | PSV Eindhoven  | Pays-Bas | Eredivisie  | 16      | 7    |
| 2008-2009 | FC Twente      | Pays-Bas | Eredivisie  | 0       | 0    |
| Total     |                |          |             | 297     | 97   |

## Palmarès
- Vainqueur de la Coupe du Danemark en 1997 avec le FC Copenhague
- Vainqueur de la Supercoupe des Pays-Bas en 2006 avec l'Ajax Amsterdam
- Vainqueur de la Coupe des Pays-Bas en 2007 avec l'Ajax Amsterdam
- Vainqueur du Championnat des Pays-Bas de football en 2010 avec le FC Twente